# Supakorn Poonphol
Sup(h)akorn Poolphol (thailändisch ศุภกร พูลผล; * 25. September 2008 in Roi Et) ist ein thailändischer Fußballspieler.

## Karriere

### Verein
Suphakorn Poolphol erlernte das Fußballspielen in der Jugend vom Nongbua Pitchaya FC. Die Saison 2023 spielte er mit dem Pitchaya Bundit College in der viertklassigen Thailand Semi-Pro League. Der Verein spielte in der North/Eastern Region der Liga. Hier kam er jedoch nicht zum Einsatz. 2024 kehrte er zum Nongbua Pitchaya FC zurück. Der Verein spielte in der ersten Liga, der Thai League. 2024 nahm er mit der U23-Mannschaft von Nongbua an der Thai U23 League teil. Am Ende der Spielzeit feierte er mit dem Team die thailändische U23-Meisterschaft. Sein Erstligadebüt gab Poolphol am 30. April 2025 (30. Spieltag) im Auswärtsspiel gegen Buriram United. Bei der 7:0-Niederlage wurde er in der 56. Minute für Prin Goonchorn eingewechselt. Am Ende der Saison 2024/25 musste er mit dem Verein in die zweite Liga absteigen.

### Nationalmannschaft
Suphakorn Poolphol spielte 2024 fünfmal in der  thailändischen U16-Nationalmannschaft. Mit dem Team nahm er an der ASEAN U16 Boys Championship in Indonesien teil. Hier erreichte er mit dem Team das Final, das man jedoch gegen Australien im Elfmeterschießen verlor. 2025 nahm er mit der U17-Nationalmannschaft an der U17-Asienmeisterschaft in Saudi-Arabien teil. Hier schied man in der Gruppenphase als letzter der Gruppe A aus.

## Erfolge

### Verein
Nongbua Pitchaya FC U23
- Thailändischer U23-Meister: 2024

### Nationalmannschaft
Thailand U16
- ASEAN U16 Boys Championship: 2024 (2. Platz)